# تعصب

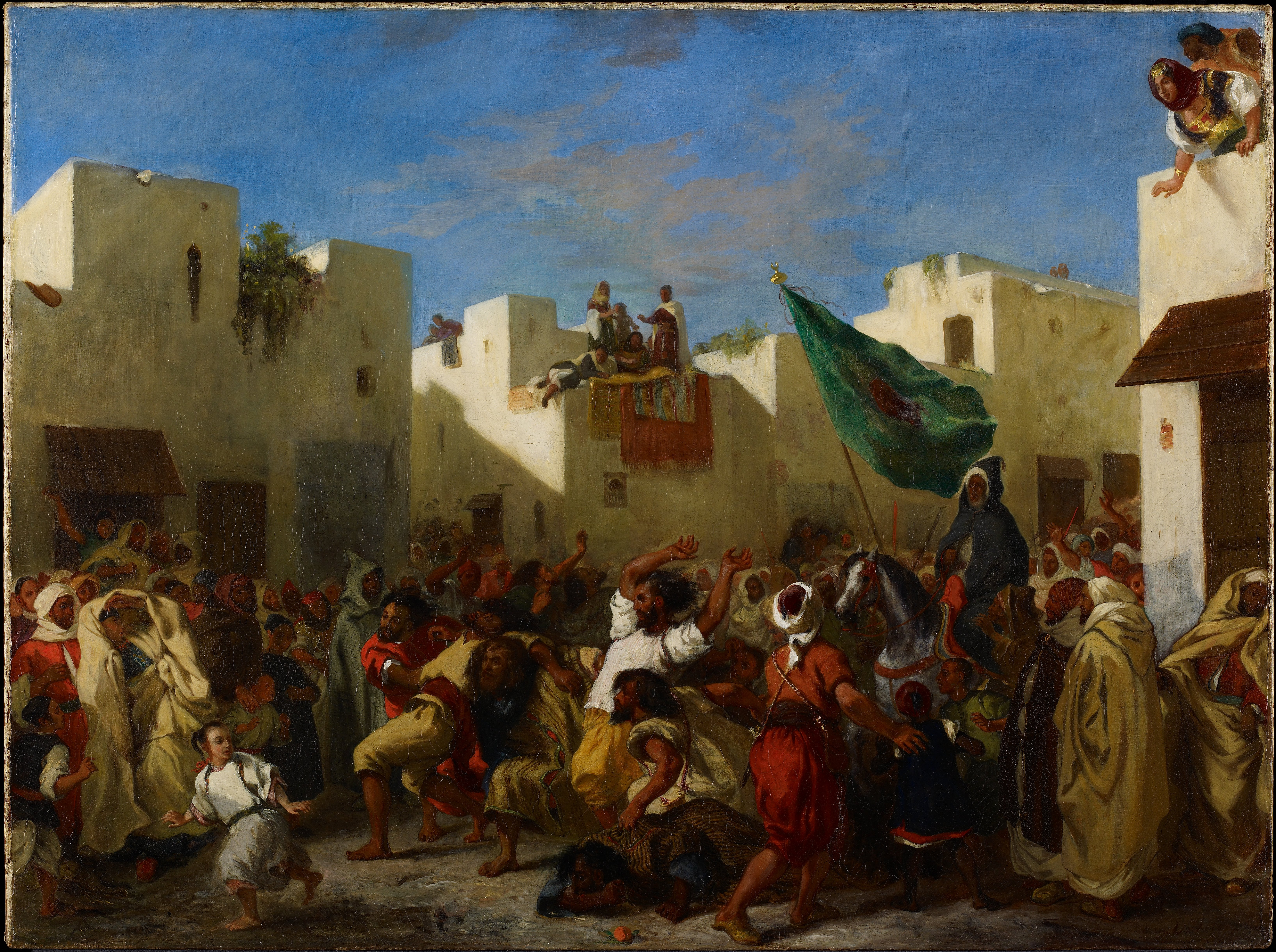
متعصبان طنجه اثری از اوژن دولاکروا، بنیاد هنرها در مینیاپولیس.

تعصب یک باور یا رفتار است که با حرارت بی‌چون و چرا، برای تمام اهداف با موضوعات مختلف، یا با شور و شوق وسواسی برای تفریح یا سرگرمی انجام شود. به عبارت دیگر تعصب به معنای اعتقاد و باور شدید و غیرمنطقی نسبت به یک چیز است حتی اگر آن چیز اشتباه و نادرست باشد. فیلسوف جرج سانتایانا تعصب را اینچنین تعریف کرده‌است: «تلاش خود را مضاعف کردن وقتی هدف را فراموش کرده‌اید». به باور وینستون چرچیل، «متعصب کسی است که نمی‌تواند نظر خود را تغییر دهد یا موضوع را عوض کند». با هر دو تعریف، متعصب، استانداردهای بسیار سخت و سفت و آستانه تحمل پایین برای آرا و نظرهای مخالف دارد.
نیل پستمن در کتاب خود صحبت دیوانه، صحبت احمقانه می‌گوید «کلید تمام باورهای متعصبانه این است که همگی خود-تأییدگر هستند… (برخی بارها) متعصبانه‌اند نه به خاطر اینکه لزوماً نادرست باشند، بلکه چون به طریقی اظهار می‌شوند که گویی هیچ وقت نادرستی آنها نمی‌تواند نشان داده شود.»
رفتار یک تماشاچی یا یک طرفدار (به انگلیسی: fan) که شور و شوق زیادی برای یک موضوع خاص دارد با رفتار یک متعصب که هنجارهای اجتماعی را نقض می‌کند متفاوت است. هرچند رفتار یک طرفدار ممکن است عجیب و غیرعادی به نظر بیاید، هنجارها را نقض نمی‌کند. یک فرد نوابیغ (به انگلیسی: crank) نیز با متعصب تفاوت دارد. فرد نوابیغ با خرافات عجیب باورهایی دارد که از نظر هنجارهای جامعه مضحک یا احتمالاً غلط‌اند؛ مثل تخت‌بودن زمین. در طرف مقابل، باورهای یک فرد متعصب شاید در جامعه نرمال «تلقی» شوند، مثل علاقه به دین یا سیاست، با این تفاوت که مقیاس دخالت فرد، تعهد او به موضوع یا وسواسش به آن به شکل غیرطبیعی و نامتناسب هستند.